# Эйнштейн, Карл
Карл Эйнштейн (нем. Carl (Karl) Einstein; 26 апреля 1885, Нойвид-на-Рейне, Германия — 3 июля 1940, близ По) — немецкий поэт и прозаик-экспериментатор, теоретик искусства, художественный критик, анархист по политическим взглядам.

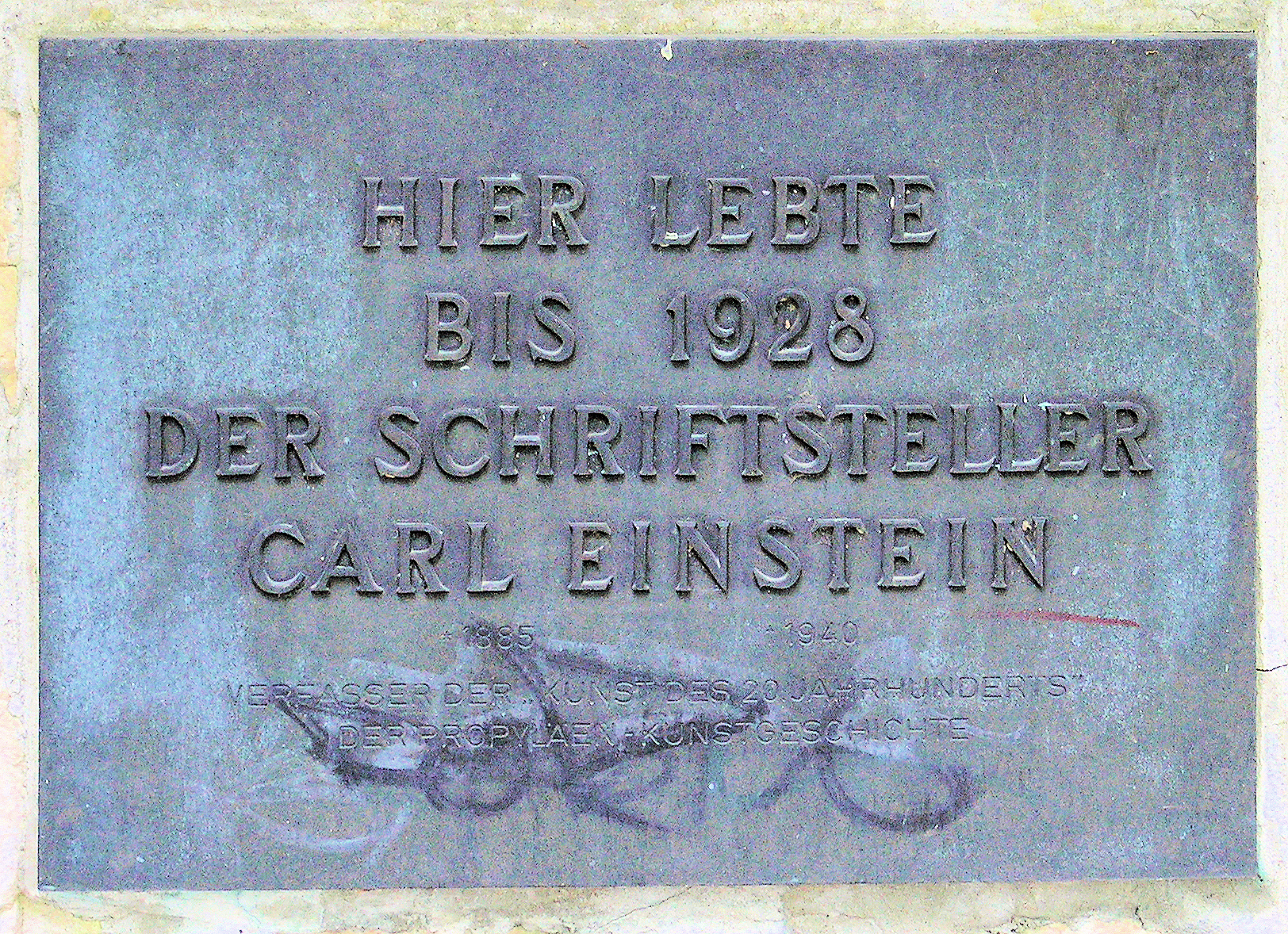
Памятная доска на доме в Берлине (Цельтингерштрассе, 54), где до 1928 года жил К. Эйнштейн

## Биография
Не состоял в родстве с Альбертом Эйнштейном, хотя иногда указывается как его племянник. Участник Первой мировой войны, активист антивоенных волнений в армии, созданного в Брюсселе солдатского совета, входил в союз Спартака, участвовал в революционных событиях 1918—1919 годов в Берлине.
Как автор экспериментального романа «Бебукин, или Дилетанты чудес» (опубликован 1912) был близок к экспрессионистам и дадаистам, печатался в авангардных журналах «Die Aktion» и «Der Blutige Ernst», дружил с Джорджем (Георгом) Гроссом, познакомился с Ильёй Эренбургом (Эренбург упоминает о нём в переписке с Н.Бухариным). Автор новаторских книг «Негритянская пластика» (1915), «Искусство XX века» (1926), «Введение в ландшафт» (1930), монографий о Моисее Кислинге, Джорджо Де Кирико, Жорже Браке, японской гравюре. Подвергнутый травле за антирелигиозную пьесу «Неблагая весть» (1921), был вынужден в 1922 уехать во Францию.
В Париже был близок к Жоржу Батаю и Мишелю Лейрису (много печатался в их журнале «Documents»), к сюрреалистам, дружил с Пикассо, пропагандировал африканское искусство, художественный примитив. Работал в кино, написал сценарий фильма Жана Ренуара «Тони» (1935). В 1936—1938 гг. участвовал в гражданской войне в Испании на стороне Республики, воевал в колонне Дурутти, был ранен в бою. В 1940 году интернирован на юге Франции как подданный страны-противника, но до прихода немцев отпущен на свободу. При невозможности эмигрировать из Франции, оккупированной гитлеровскими войсками, во франкистскую Испанию, куда путь ему был закрыт, покончил с собой на французско-испанской границе (повесился).

## Наследие и признание
В последние годы написанное Карлом Эйнштейном собрано и многократно издано в Германии, Франции, Испании. В ФРГ создано общество Карла Эйнштейна, с 1990 г. вручается премия его имени за художественную критику. О жизни Карла Эйнштейна в 2000 году снят фильм Лило Мангельсдорф «Бебукин — Встреча с Карлом Эйнштейном».

### Произведения
- Bebuquin oder die Dilettanten des Wunders. Ein Roman.Berlin: Verlag der Wochenschrift; Die Aktion, 1912.
- Neue Blätter. Berlin: Baron, 1912.
- Wilhelm Lehmbrucks graphisches Werk. Berlin: Cassirer, 1913.
- Negerplastik. Leipzig: Verlag der weißen Bücher, 1915.
- Der Unentwegte Platoniker. Leipzig: Wolff, 1918.
- Afrikanische Plastik. Berlin: Wasmuth, 1921 .
- Die Schlimme Botschaft. Berlin: Rowohlt, 1921.
- Der Frühere Japanische Holzschnitt. Berlin: Wasmuth, 1922.
- Afrikanische Märchen und Legenden. Rowohlt, 1925.
- Die Kunst des 20. Jahrhunderts. Berlin: Propyläen, 1926.
- Entwurf einer Landschaft. Paris: Kahnweiler, 1930.
- Giorgio di Chirico. Berlin: Galerie Flechtheim, 1930.
- Georges Braque, Paris: Éditions des chroniques du jour; London: Zwemmer; New York: E.Weyhe, 1934.

### Сводные издания
- Fabrikation der Fiktionen/ Hg. v. Sibylle Penkert. Reinbek b. Hamburg: 1973.
- Gesammelte Werke. Herausgegeben von Ernst Nef. Wiesbaden: Limes, 1962.
- Werke. 3 Bände. Berlin: Medusa, 1980—1985.
- Bebuquin oder Die Dilettanten des Wunders. Prosa und Schriften 1906—1929/. Herausgegeben von Hermann Haarmann und Klaus Siebenhaar. Leipzig, Weimar: Kiepenheuer, 1989.
- Einstein Carl; Kahnweiler Daniel-Henry. Correspondance 1921—1939/ Traduite, présentée et annotée par Liliane Meffre. Marseille: Dimanche, 1993.
- Werke. Berliner Ausgabe. 6 Bände/ Herausgegeben von Hermann Haarmann und Klaus Siebenhaar. Berlin: Fannei & Walz, 1992—1996.

### Публикации на русском языке
- О романе. Бебюкин, или Дилетанты чуда// Иностранная литература, 2011, № 4, с.195-246

### О нём
- Penkert S. Carl Einstein. Beiträge zu einer Monographie. Göttingen: Vandenhoeck & Ruprecht, 1969.
- Oehm H. Die Kunsttheorie Carl Einsteins. München: Fink, 1976.
- Dethlefs H.J. Carl Einstein. Konstruktion und Zerschlagung einer ästhetischen Theorie. Frankfurt/ Main; New York: Edition Qumran im Campus Verlag, 1985.
- Braun C. Carl Einstein. Zwischen Asthetik und Anarchismus. Zu Leben Und Werk Eines Expressionistischen Schriftstellers. München, 1987.
- Ihrig W. Literarische Avantgarde und Dandysmus. Eine Studie zur Prosa von Carl Einstein bis Oswald Wiener. Frankfurt/Main: Athenäum, 1988.
- Meffre L. Carl Einstein et la Problematique Des Avant-Gardes dans Les Arts Plastiques. Bern, Frankfurt am Main, New York, Paris: 1989.
- Carl Einstein. Materialien / Herausgegeben von Rolf-Peter Baacke unter Mitarbeit von Gerti Fietzek. Berlin: Silver & Goldstein. 1990.
- Carl Einstein. Prophet der Avantgarde / Klaus Siebenhaar, Hermann Haarmann, Hansgeorg Schmidt-Bergmann, Hrsg. Berlin: Fannei und Walz, 1991.
- Quast A. Das Neue und die Revolte. Schlüsselbegriffe der Avantgarde bei Guillaume Apollinaire und Carl Einstein. Bonn: Romanisticher Verlag, 1994.
- Carl-Einstein-Kolloquium 1994/ Klaus H. Kiefer, Hg. Frankfurt/M., Berlin, New York, Paris, Wien 1996.
- Günter M. Anatomie Des Anti-Subjekts : Zur Subversion Des Ich Bei Siegfried Kracauer, Walter Benjamin Und Carl Einstein. Würzburg: Konigshausen & Neumann, 1996.
- Sorg R. Aus den «Gärten der Zeichen». Zu Carl Einstein «Bebuquin». München: Fink 1997.
- Pan D.T. Modernist steps toward primitivistic aesthetic: Carl Einstein and the primitivism of Friedrich Nietzsche, Wassily Kandinsky, and Franz Kafka. Ann Arbor: UMI, 1998.
- Carl Einstein : colloque Centre Pompidou, Sorbonne / Jean-Marie Valentin, ed. Paris: Didier, 1998.
- Monnoyer J.-M. Walter Benjamin, Carl Einstein et les arts primitifs. Pau: Publ. de l’Univ. de Pau, 1999.
- Carl Einstein in Brüssel : Dialoge über Grenzen/ Roland Baumann/Hubert Roland (Hrsg.). Frankfurt/Main a.o.: Lang, 2001.
- Wurm C. Carl Einstein : 1885—1940. Berlin: Stiftung Archiv der Akad. der Künste, 2002.
- Meffre L. Carl Einstein: 1885—1940; itinéraires d’une pensée moderne. Paris: Presses de l’Univ. de Paris-Sorbonne, 2002.
- Joyce C. Carl Einstein in Documents and his collaboration with Georges Bataille. Philadelphia: Xlibris, 2002
- Dahm J. Der Blick des Hermaphroditen. Carl Einstein und die Kunst des 20. Jahrhunderts. Würzburg: Königshausen & Neumann, 2003.
- Die visuelle Wende der Moderne. Carl Einsteins «Kunst des 20. Jahrhunderts»/ Hrsg. v. Klaus H. Kiefer. München: Fink, 2003.
- Neundorfer G. «Kritik an Anschauung». Bildbeschreibung im kunstkritischen Werk Carl Einsteins. Würzburg: Königshausen & Neumann, 2003.

- Мириманов В. Б. Карл Эйнштейн и Владимир Матвей (Марков) — первые исследователи африканского искусства // Культуры Африки в мировом цивилизационном процессе / Отв. ред. Р. Н. Исмагилова. — М.: Восточная литература, 1997. — С. 28—38. — 336 с. — 850 экз. — ISBN 5-02-017945-0.
- Эренбург И. Люди, годы, жизнь. Воспоминания в 3-х томах. Т. 1, М.: Советский писатель, 1990, с. 382—383.
- Ямпольский М. Демон и лабиринт. М.: Новое литературное обозрение, 1996, с. 268—269.